# Deep Rover DR1002
Die Deep Rover DR1002 ist die zweite Generation der Deep Rover Forschungs-U-Boote. Sie wurde 1994 von der kalifornischen Firma Deep Ocean Engineering in zwei Exemplaren gebaut. Zur Unterscheidung werden die U-Boote DR1 und DR2 genannt.

## Aufbau
Herausragendes Merkmal dieser U-Boote ist der kugelförmige, dickwandige Druckkörper aus Acrylglas (PMMA). Er erlaubt den beiden Passagieren eine ungehinderte Sicht über 320°. Bei einem Außendurchmesser von 1,75 m hat er eine Wanddicke von 135 mm. Durch eine zulässige Tauchtiefe von 1000 m ermöglicht er den Zugang zu 15 % des Meeresbodens.
Außerhalb des Druckkörpers befinden sich in zwei Kufen die Batterien und in der Rückenstruktur die Druckgasflaschen sowie der Tauchtank. Als Antrieb dienen vier elektrisch angetriebene Düsenpropeller, die gemeinsam über einen Joystick gesteuert werden. Sicht und Manövrierfähigkeit wurden mit Hubschrauberfliegen unter Wasser verglichen.
Die weitere Ausrüstung besteht aus zwei hydraulischen Manipulatoren mit sechs Freiheitsgraden und einer intuitiven Steuerung per Joystick. Die Lichtanlage besteht aus 4× 150 W und 3× 450 W sowie optional vier Halogen-Metalldampflampen mit je 1200 W für Filmaufnahmen.

## Geschichte
Die beiden Deep Rover waren von Anfang an als Film-U-Boote konzipiert. Ihre erste medienwirksame Expedition führte sie 1999 zum Wrack der Royal Captain. Dabei trugen sie die Namen Jules und Jim. Es folgte eine Nebenrolle beim Heben eines Bruchstücks der Titanic und eine Expedition zur Yamato.
2002 wurden beide U-Boote von DeepOcean Expeditions und einem Partner gekauft. Die Boote wurden überholt und mit einer modernen Steuerung auf Basis einer SPS (speicherprogrammierbaren Steuerung) versehen. Mit dieser Ausrüstung und grüner Grundfarbe sind sie in James Camerons „Aliens der Meere“ zu sehen. Seither (2005) sind sie eingelagert.